# Wergiliusz
Wergiliusz, właśc. Publiusz Wergiliusz Maro (łac. Publius Vergilius Maro), niekiedy Publiusz Wergiliusz Maron, dawniej także Wirgiliusz (ur. 15 października 70 p.n.e., zm. 21 września 19 p.n.e.) – rzymski poeta, uważany za jedną z najważniejszych postaci w dziejach światowej literatury, autor Eneidy, Georgik, Bukolik i Drobiazgów.
Wergiliusz pochodził z niezamożnej rodziny z Galii Cisalpejskiej. W młodości znajdował się pod wpływem innych rzymskich poetów, co było widoczne w jego młodzieńczych Drobiazgach. Swój własny język, styl i sposób wyrazu odnalazł w Bukolikach, które przyniosły mu sławę i tytuł największego poety Rzymu. Na talencie Wergiliusza poznali się Mecenas i August, którzy obdarzyli go opieką, majątkiem i przyjaźnią. Po opublikowaniu Georgik, przyjętych od razu jako arcydzieło, na prośbę Augusta rozpoczął pisać Eneidę, epopeję poświęconą historii Rzymu. Śmierć uniemożliwiła mu dokończenie tego poematu.
Dzieła Wergiliusza przynajmniej do początków XIX wieku znajdowały się w centrum kanonu literackiego, wywierając olbrzymi wpływ na europejską kulturę, naukę, a nawet politykę. Bezpośrednio lub pośrednio oddziaływały na całą późniejszą literaturę, a ich ślady są obecne w każdej epoce i wszystkich krajach, które czerpały wzorce z klasycznej łaciny. Powszechnie określano Wergiliusza, za Dantem, tytułem „najwyższego poety” (l’altissimo poeta). Przez współczesnych badaczy nazywany jest „Ojcem Zachodu”, gdyż stał się literackim pomostem pomiędzy tradycją pogańską a chrześcijańską – uważano go za wieszcza (vates), „duszę z natury chrześcijańską” (anima naturaliter christiana), a nawet proroka (propheta).

## Żywoty wergiliańskie

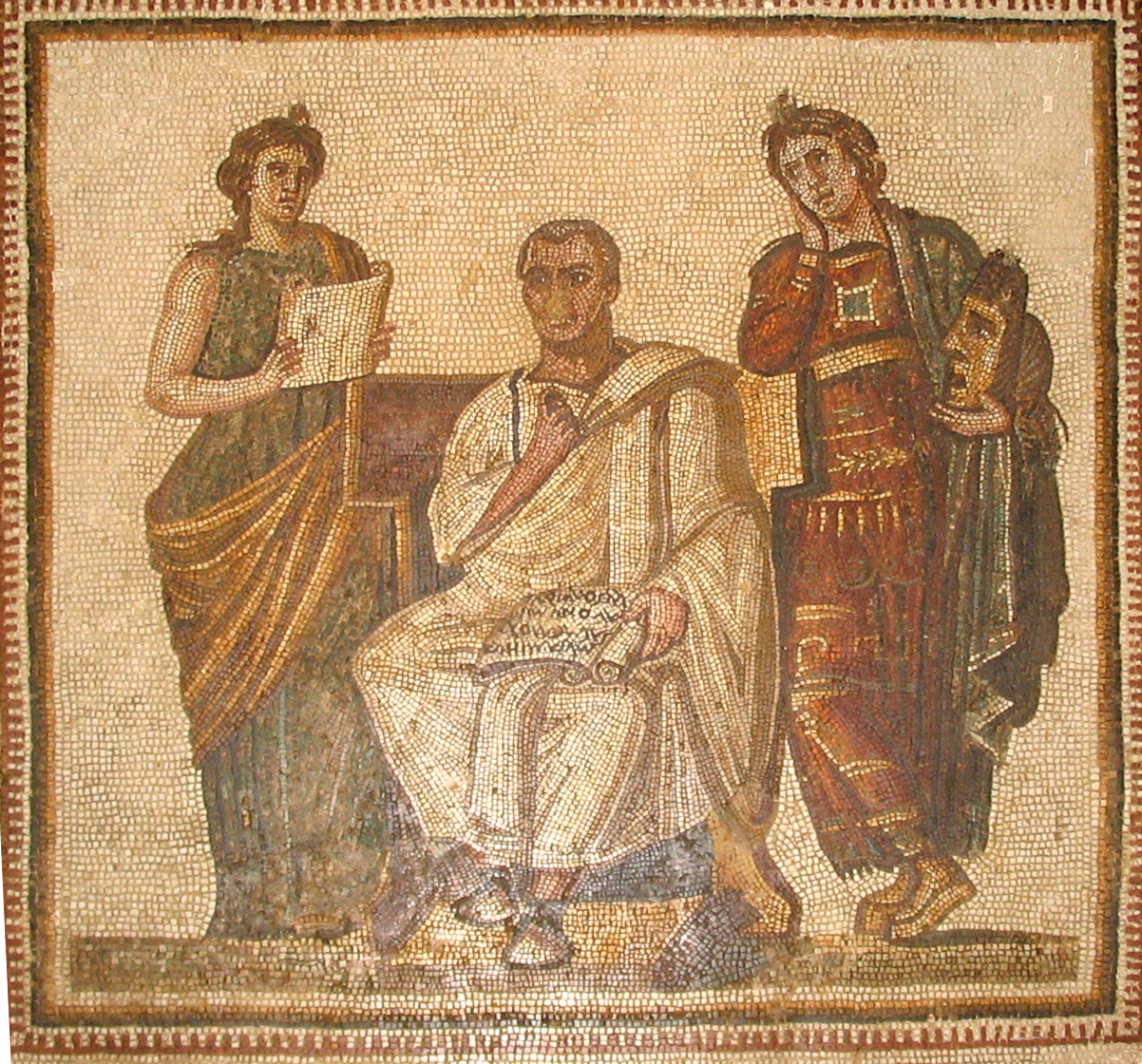
Wergiliusz trzymający w rękach rękopis Eneidy w otoczeniu dwóch Muz – Klio i Melpomeny. Mozaika datowana nie wcześniej niż na III wiek, odkryta w Hadrumetum (obecnie Susa w Tunezji). Muzeum Bardo

Większość współczesnych badaczy twierdzi, iż o Wergiliuszu zachowało się bardzo niewiele wiarygodnych informacji. Dzieła samego poety i współczesnych mu autorów przekazują zaledwie kilka faktów z jego życia. Dlatego podstawowymi, chociaż mało wiarygodnymi źródłami, za pomocą których można odtworzyć biografię Wergiliusza, są życiorysy sporządzone przez późniejszych autorów, zwane Vitae Vergilianae (Żywoty wergiliańskie).
Najstarszy żywot Wergiliusza, który napisał Swetoniusz, nie zachował się. Opierał się na nim św. Hieronim, który poświęcił Wergiliuszowi rozdział w swoich Kronikach. Za podstawową biografię poety uważa się żywot, który napisał około połowy IV wieku Eliusz Donat. Dzieło Donata nie zachowało się w całości, ale część brakujących fragmentów tekstu zrekonstruowano z cytatów u innych pisarzy, przede wszystkim Serwiusza i Filargiriusza. Teksty Donata, Serwiusza i Filargiriusza stanowiły podstawę dla anonimowej biografii Wergiliusza, przypisywanej w średniowieczu Markowi Waleriuszowi Probusowi (I wiek), ale napisanej prawdopodobnie w końcu V lub na początku VI stulecia. Podobne źródła ma wierszowana Vita Wergiliusza, którą w V wieku ułożył gramatyk Fokas.
Żywoty średniowieczne, które przeważnie opierały się na Donacie i Serwiuszu, dodawały do biografii Wergiliusza wiele nowych szczegółów. Najważniejsze z nich to Vita Noricensis (VIII w.), Vita Bernensis (IX w.), Vita Monacensis (X w.). Z XVI stulecia pochodzi anonimowy Donatus auctus – biografia Wergiliusza oparta na tekście Donata, ale poszerzona o liczne, nieznanego pochodzenia wstawki. Wszystkie średniowieczne i XVI-wieczne dodatkowe informacje o Wergiliuszu uważane są we współczesnej nauce za niewiarygodne.

## Życiorys

### Dzieciństwo i młodość

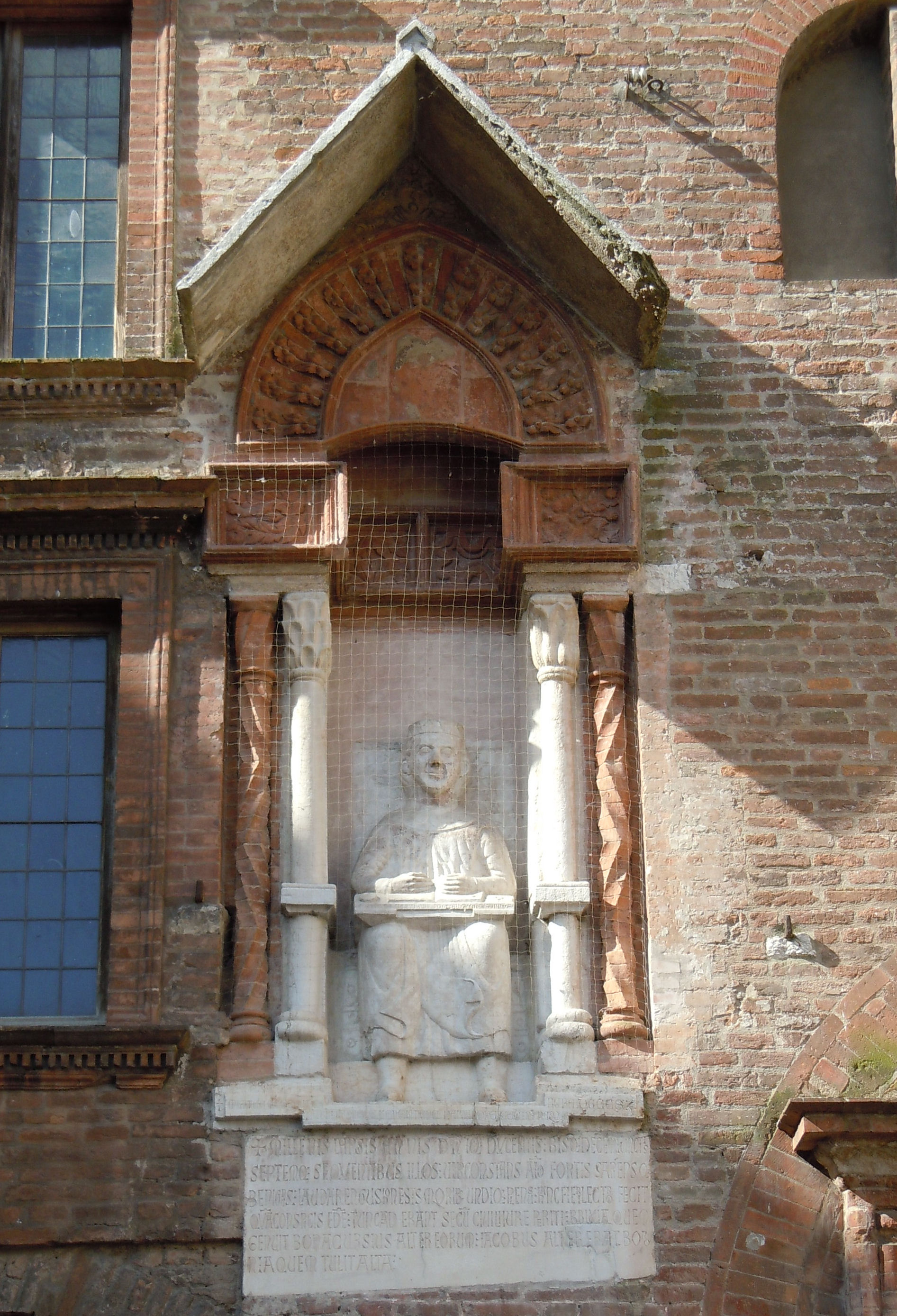
Mantua, Piazza Broletto – średniowieczna figura Wergiliusza

Wergiliusz urodził się najprawdopodobniej w 70 roku przed Chrystusem, za pierwszego konsulatu Pompejusza i Krassusa, w Galii Cisalpińskiej. Dom rodzinny poety leżał nad rzeką Mincius, stąd używano wobec poety przydomku Minciades. Miał trzech młodszych braci, z których tylko jeden (przyrodni), Waleriusz Prokulus, przeżył go. Ojciec poety był według jednych źródeł garncarzem, według innych sługą woźnego Magiusa, którego córkę – Magię Pollę – poślubił. Dzięki pomocy teścia i własnej pracowitości ojciec poety zakupił niewielki majątek w Andes (według tradycji współcześnie Virgilio lub Pietole Vecchia) koło Mantui. Dlatego Wergiliusza nazywano również Mantuanus lub Andinus. Zgodnie z późniejszą legendą, życie Wergiliusza od początku naznaczały cudowne wydarzenia. Jako niemowlę nie płakał, a gałąź topoli, włożona w ziemię z okazji jego urodzin, rozrosła się wkrótce do olbrzymich rozmiarów.
Uprawa roli, a także hodowla pszczół, zapewniły rodzinie Maronów źródło utrzymania pozwalające na wykształcenie dzieci. Ojciec wysłał młodego Wergiliusza do szkoły, jednak nie w pobliskiej Mantui, ale w odległej o około 70 kilometrów Cremonie, gdzie mógł uczyć się czytać i pisać pod okiem lepszych nauczycieli (litteratori). Po osiągnięciu pełnoletniości w roku 55 (jak twierdzą niektórzy biografowie – w dniu śmierci Lukrecjusza), Wergiliusz wyjechał do Mediolanu, gdzie kształcił się u gramatyków (grammatici).
W roku 53 przeniósł się do Neapolu, gdzie u tamtejszych Greków pobierał lekcje retoryki i filozofii. Uczył się języka greckiego i studiował grecką literaturę. Donat przekazał dwa nazwiska nauczycieli poety. Pierwszym był nieznany bliżej Epidiusz – retor, u którego miał się również kształcić młodszy o siedem lat Oktawian. Drugim natomiast Siron, epikurejczyk z Neapolu, uczeń Filodemosa z Gadary. Niektórzy badacze uważają, że Wergiliusz studiował również u poety Partheniosa z Nicei.
Pod wpływem Syrona Wergiliusz stał się zwolennikiem nauk Epikura, co oddał w jednym z młodzieńczych wierszy:
Nos ad beatos vela mittimus portus

magni petentes docta dicta Sironis,

vitamque ab omni vindicabimus cura.
„Łódź moja płynie do błogiej przystani,

Gdzie według wskazań wielkiego Syrona

Wyplączę życie z wszelkich trosk.”
Po kilku latach Wergiliusz porzucił jednak epikureizm na rzecz stoicyzmu. Przez całe życie wyrażał swoje zamiłowanie do filozofii – od młodości planował podróż do Grecji, chciał tam poświęcić się pracy naukowej.

### Początki kariery literackiej

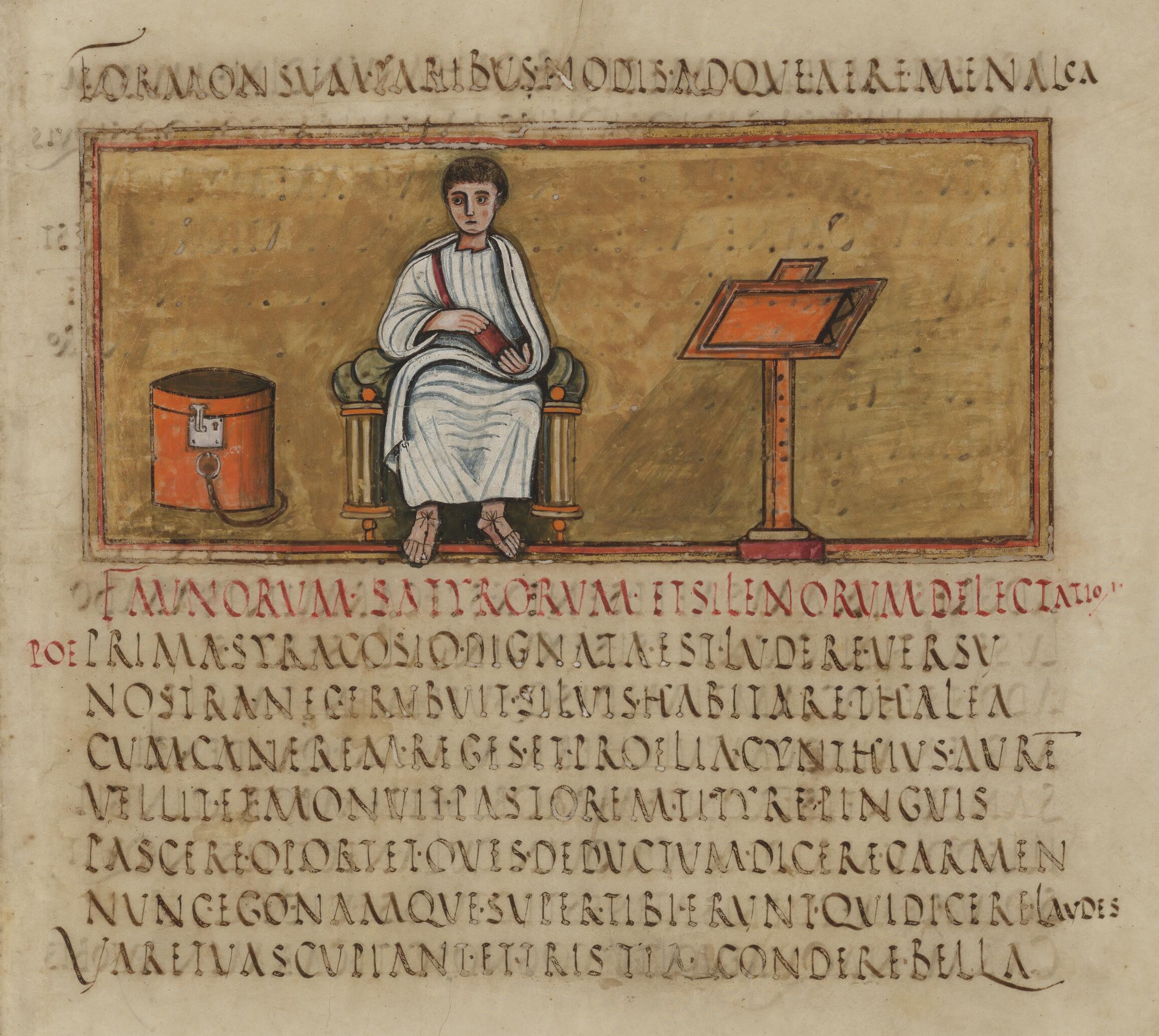
Portret Wergiliusza w rękopisie z V wieku. Vergilius Romanus, folio 14 recto. Biblioteka Watykańska, sygnatura Cod. Vat. lat. 3867

Pod koniec 53 roku Wergiliusz przeniósł się z Neapolu do Rzymu, gdzie rozpoczął pracę jako prawnik. Okazało się, że nie miał talentu do retoryki, którą studiował w Neapolu. W Rzymie uważany był za mało skutecznego adwokata, który nie potrafił przekonać do swoich racji sądu. Do tego przed każdą publiczną mową spalała go trema.
W okresie, gdy pracował jako prawnik, Wergiliusz poznał i zaprzyjaźnił się z grupą rzymskich literatów, zwanych neoterykami. Szczególnie bliskie stosunki łączyły go z poetami Korneliuszem Gallusem i Azyniuszem Pollionem oraz prawnikiem z Cremony, Alfenusem Warusem. Na spotkaniach w gronie przyjaciół, gdy zaczynał mówić wierszem, język Marona – jak przekazali świadkowie tych wydarzeń cytowani przez Donata – przeobrażał się w cudowną, uwodzicielską słodycz.
Podczas pobytu w stolicy powstały niewydane za życia poety utwory, zebrane po jego śmierci w zbiorze Drobiazgi. Jednak po kilku nieudanych latach pracy w charakterze prawnika, z powodów finansowych i zdrowotnych Wergiliusz pożegnał się z przyjaciółmi i przeniósł z powrotem do Neapolu, gdzie osiadł na stałe. Część uczonych uważa, że utrzymywał się tam z pensji urzędnika.
W Neapolu, około połowy lat czterdziestych, Wergiliusz zaczął pisać utwory bukoliczne, które w latach trzydziestych zostały zebrane i wydane w jednym zbiorze jako poemat. Według Serwiusza i części współczesnych badaczy, pierwszym zaprezentowanym publicznie dziełem poety był wiersz, który później w zbiorze Bukolik został uszeregowany jako Ekloga VI. Do tego utworu nawiązał Cyceron w swoich Rozmowach tuskulańskich i O znakach bożych, stąd wydarzenie, o którym napisał Serwiusz, datuje się najczęściej na rok 45. W ramach przerywnika muzycznego, podczas przedstawienia teatralnego w Rzymie, rozbrzmiała pieśń, której towarzyszyły występy taneczne. Wykonała ją najbardziej popularna wówczas aktorka, ogólnie uznana piękność Wolumnia – znana również pod pseudonimami Kyteris lub Lykoris. Pod tym ostatnim imieniem opiewał ją jej kochanek, poeta Korneliusz Gallus. Tamtego wieczoru specjalny utwór, składający się z osiemdziesięciu sześciu heksametrów, przygotował dla Wolumnii Wergiliusz.
Utwór był na owe czasy osobliwy, głównie za sprawą bogactwa poruszonych w nim, niesamowitych opowieści. Troje ludzi obezwładniło odsypiającego alkoholową libację starego satyra, Sylena. Satyr wykupił się intonując piosenkę, która oddziałała na całą otaczającą przyrodę. Śpiewał w niej o historii ludzkości, poruszając między innymi tematy powstania wszechświata z atomów, potopu, czy kradzieży ognia przez Prometeusza. Potem przeszedł do przykładów nieszczęśliwych miłości, które oddziałały na dalsze losy świata. W kulminacyjnym punkcie pieśni Sylen opiewał miłosną mękę królowej Krety, która bez wzajemności zakochała się w byku. W poruszających wersach opisywał zazdrość Kretenki o krowę. W końcowych fragmentach satyr opowiadał już o współczesnej słuchaczom, rzymskiej rzeczywistości – miłości Gallusa do Lykoris. Gdy pieśń dobiegła końca, Sylen śpiewał podobno dalej, aż do nadejścia nocy, ale Lykoris zakończyła swą kwestię już po kilku wersach.
Jak podkreślali rzymscy gramatycy, osobliwość utworu nie wynikała jednak jedynie z treści. Ich zdaniem wersy brzmiały zaskakująco miękko, a jednocześnie – mimo całej swojej harmoniczności – posiadały zarazem rzymską dostojność, jakiej w ciągu dwustu lat istnienia łacińskiej poezji dotąd nie słyszano. Opiewanie zazdrości królowej Krety o krowę Wergiliusz rozpoczął wersem:
O virgo infelix, tu nunc in montibus erras.
„Nieszczęsna, teraz góry błędnym zwiedzasz krokiem.”
Wers o podobnej postaci był, według ówczesnych zasad poezji rzymskiej, niedoskonały – cztery stopy wierszowe składały się tylko z monotonnych sylab długich (spondejów): o vir–g(o)–infe–lix tu–nunc in... Poeta powinien też uniknąć wygłosowego, długiego „o” z następującym długim „i”: virg(o) infelix. Jednak dzięki temu Wergiliusz uzyskał niespodziewany – wzbudzający emocje wśród publiczności – efekt. Obecny w teatrze Cyceron był pod wielkim wrażeniem tego, co usłyszał i nazwał poetę magnae spes altera Romae („drugą nadzieją wielkiego Rzymu” – oczywiście po samym Cyceronie).

### Problemy majątkowe
Po bitwie pod Filippi w roku 42 weterani domagali się od Marka Antoniusza i Oktawiana, jako wynagrodzenie za trudy wojenne, przydziału ziemi w Italii. Ażeby zadośćuczynić ich żądaniom przystąpiono do rozdzielania między żołnierzy gruntów Cremony, która w czasie wojny opowiedziała się po stronie obrońców republiki i wystąpiła przeciwko triumwirom. Wywłaszczeniem została objęta również sąsiadująca z Cremoną Mantua. Do parcelacji na rzecz weteranów przeznaczone zostały między innymi grunty należące do rodziny Wergiliusza.
Według części badaczy, po wysiedleniu z Mantui, cała rodzina Maronów przybyła do Neapolu i zamieszkała w willi należącej do filozofa Syrona, leżącej niedaleko miasta. Wergiliusz wkrótce odzyskał jednak rodzinny majątek dzięki pomocy przyjaciół – Korneliusza Gallusa, Azyniusza Polliona oraz Alfenusa Warusa – pełniących na zlecenie Oktawiana obowiązki komisarzy przeprowadzających parcelację. Przyjacielem Wergiliusza był również główny mierniczy Oktawiusz Musa. Według kilku przekazów poeta miał osobiście starać się u Oktawiana o cofnięcie nakazu wysiedlenia.
Niektórzy uczeni uważają natomiast, że Wergiliuszowi dwa razy odbierano majątek. Początkowo wstrzymano parcelację, dzięki wstawiennictwu życzliwych komisarzy i decyzji Oktawiana. Jednak wybuch wojny peruzyńskiej między Oktawianem a Markiem Antoniuszem w roku 40, doprowadził w Gallii Cisalpińskiej do wznowienia wysiedleń oraz parcelacji gruntów. Rodzina Wergiliusza utraciła ostatecznie swój majątek i nie uzyskała żadnego odszkodowania.
Wkrótce po wysiedleniu zmarł ojciec poety. Wergiliusz nie powrócił już nigdy do Mantui. Zamieszkał na stałe w Neapolu, skąd często wyjeżdżał, ale prawie wyłącznie do Rzymu.

### W kręgu Mecenasa

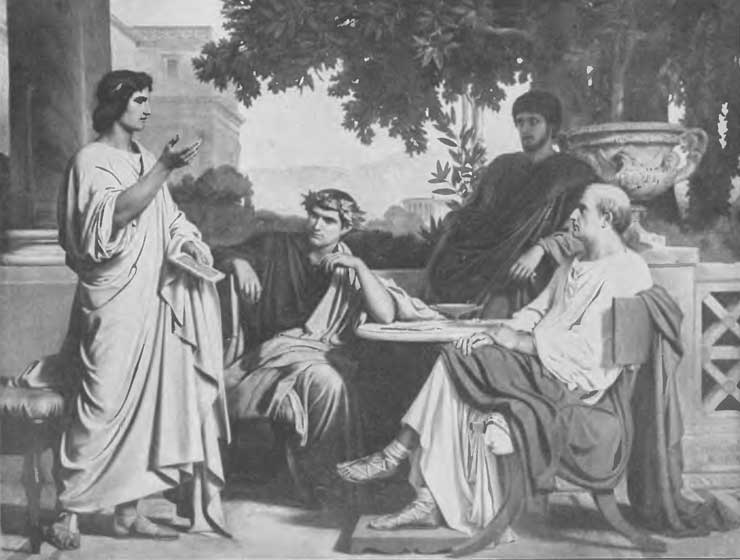
Krąg Mecenasa. Od lewej: Wergiliusz, Horacy, Wariusz i Mecenas. Charles François Jalabert, ilustracja z około roku 1846

Azyniusz Pollion, po wyjeździe Wergiliusza z Rzymu i osiedleniu się poety w Neapolu, zachęcał Marona do dalszej twórczości. Jak wspomniał w jednym z wierszy sam Wergiliusz, Bukoliki były utworami pisanymi na życzenie przyjaciela (iussis carmina coepta tuis). Pollion był bowiem pod wrażeniem sukcesu, jaki odniosła pierwsza pieśń Wergiliusza zaprezentowana w teatrze.
Bukoliki otworzyły Wergiliuszowi drogę do domu Mecenasa, gdzie prawdopodobnie wprowadził go Azyniusz Pollion. Nie jest jasne, kiedy Wergiliusz poznał Mecenasa. Większość uczonych uważa, że w końcu lat czterdziestych, skoro z początkiem roku 38, z poetą Lucjuszem Wariuszem Rufusem, Wergiliusz przedstawił Mecenasowi Horacego. O tym wydarzeniu wspominał w swoich wierszach Horacy.
Pomoc przyjaciół, a potem hojność Mecenasa, uratowały Wergiliusza, w latach czterdziestych, od biedy. Mecenas podarował poecie dom w Rzymie – na Eskwilinie, obok swoich ogrodów. Natomiast w latach trzydziestych Wergiliusz otrzymał od Oktawiana kilka posiadłości ziemskich na Sycylii i w Kampanii (jedną z nich pod Neapolem) – być może tytułem spóźnionego odszkodowania za skonfiskowany majątek.
Wiosną 37 roku Wergiliusz znalazł się w orszaku Mecenasa (obok Horacego, Lucjusza Wariusza, Plocjusza Tukki, Marka Kokcejusza i retora Heliodora), odbywającego na zlecenie Oktawiana misję dyplomatyczną do Brundyzjum dla uzyskania pomocy od Antoniusza przeciwko nękającemu wybrzeża Italii synowi Pompejusza, Sekstusowi Pompejuszowi.
Według świadectw starożytnych, uwolniony od trosk materialnych, Wergiliusz od roku 37 lub 36 pisał, w swojej posiadłości niedaleko Neapolu, Georgiki. Musiał je ukończyć najpóźniej w roku 29, gdyż Donat i Serwiusz podają, że tego roku Wergiliusz, na zmianę z Mecenasem, czytali poemat Augustowi, który przebywał na leczeniu gardła w Atelli w Kampanii. Wergiliusz był wówczas również poważnie chory i nie miał siły przeczytać na głos całych Georgik.
Ostatnie dziesięć lat życia poświęcił Wergiliusz pracy nad Eneidą, której publikację zapowiedział w trzeciej księdze Georgik. Na napisanie epopei poświęconej historii Rzymu namówił go August. O tym, że Maron pracował w Neapolu nad Eneidą wiedziano w Rzymie, gdyż około roku 26 Propercjusz postanowił nie opiewać zwycięstwa Oktawiana pod Akcjum. Stwierdził, że dokona tego Wergiliusz, który zajmuje się orężnymi czynami trojańskiego Eneasza i opowiada o założeniu miasta na lawińskim wybrzeżu. W roku 23 Wergiliusz czytał na dworze Augusta ukończone (choć może jeszcze nie wygładzone) księgi II, IV, VI. Podobno była już wtedy znana przyjaciołom poety księga I. W roku 22 księgę VIII prywatnie czytali Tibullus i Propercjusz.

### Śmierć

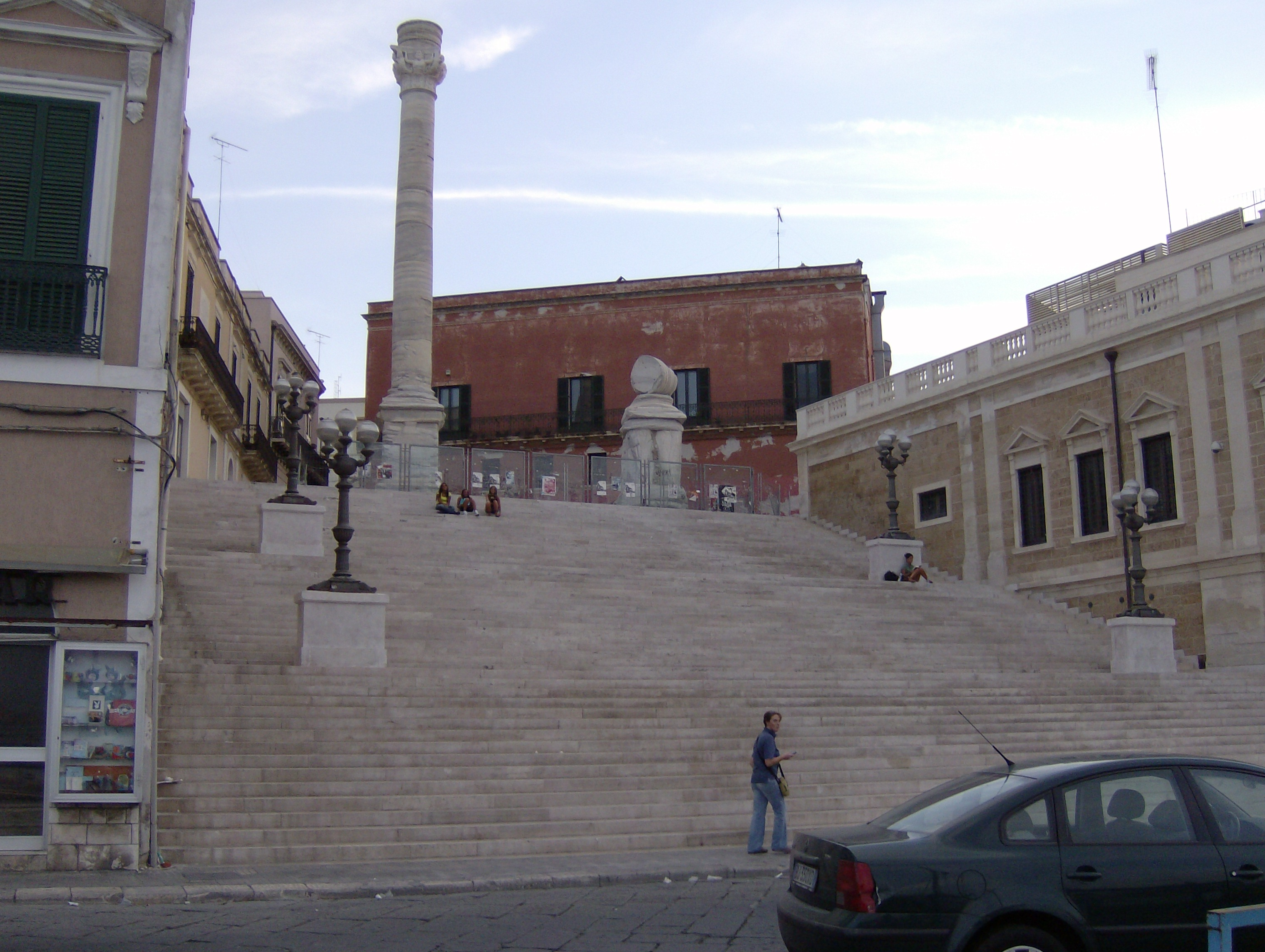
Port w Brindisi – kolumna przy domu, w którym zgodnie z tradycją umarł Wergiliusz

W roku 19 Wergiliusz spełnił swoje marzenie i wyruszył do Grecji. Chciał podróżować śladami Homera i dokończyć Eneidę. Dotarł do Aten, gdzie unieruchomiła go choroba. Tam spotkał się z powracającym ze wschodnich prowincji Imperium Augustem, na którego prośbę przyłączył się do cesarskiego orszaku kierującego się do Rzymu. W trakcie podróży stan zdrowia Marona uległ dalszemu pogorszeniu z powodu upałów, które dokuczały mu w czasie zwiedzania leżącej na Przesmyku Korynckim Megary. Zmarł wkrótce po dopłynięciu do Italii, w Brundyzjum.
Zgodnie z jego ostatnią wolą, Wergiliusz został pochowany w Neapolu, przy drodze do Puteoli. Na istniejącym nadal grobowcu wyryto inskrypcję z dwuwierszem, które według jego biografów ułożył sam poeta:
Mantua me genuit, Calabri rapuere, tenet nunc

Parthenope; cecini pascua, rura, duces.
„Mantui dłużnym życie, Kalabrom zgon, pośmiertną ostoję

Parthenopie; opiewałem pastwiska, role i boje.”
Pozostawił testament, w którym majątek (dom w Rzymie i posiadłości wiejskie) przekazał Augustowi, Mecenasowi, bratu przyrodniemu Waleriuszowi Prokulusowi oraz poetom Lucjuszowi Wariuszowi Rufusowi i Plocjuszowi Tukce. Polecił też nie wydawać Eneidy, którą określił dziełem niewykończonym i niegodnym publikacji. Ten ostatni punkt testamentu nie został wykonany, gdyż Wariusz i Tukka – na polecenie Augusta – zredagowali i wydali poemat z rękopisu autora. Wkrótce narodziła się legenda, zgodnie z którą na łożu śmierci Wergiliusz próbował spalić jedyny egzemplarz nieukończonej Eneidy, ale August powstrzymał go w ostatniej chwili.

## Dzieła

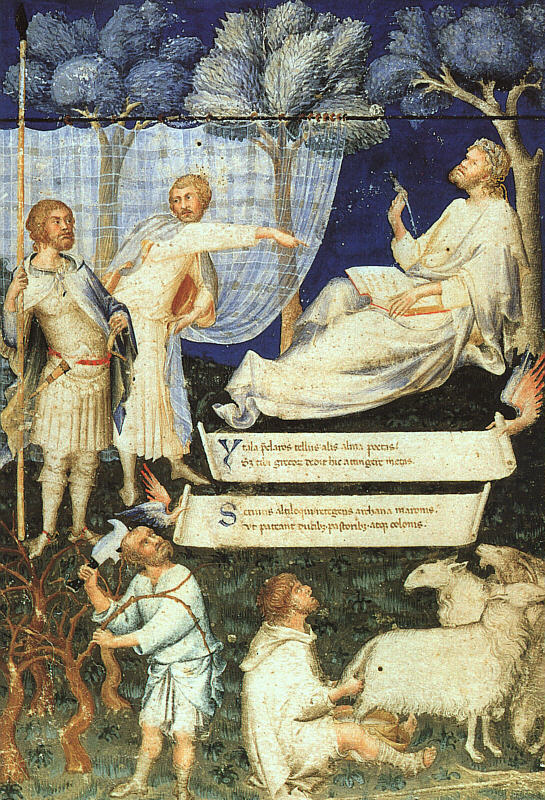
Miniatura Simone Martiniego w rękopisie zamówionego przez Petrarkę Komentarza do Wergilusza Donata, powstała około 1340 roku. Pasterz, rolnik i rycerz symbolizują trzy wielkie dzieła Wergiliusza – Bukoliki, Georgiki i Eneidę. Na piszącego Wergiliusza wskazuje Donat

Już starożytni komentatorzy zauważyli, że dzieła Wergiliusza układają się w pewną całość. Pasterzy z Bukolik poeta porzucił w Georgikach na rzecz rolników, aby w Eneidzie snuć opowieści o królach i książętach. W tych trzech pracach – które powstały w sposób nie całkiem przypadkowy – odzwierciedlił Maron trzy etapy rozwoju ludzkości: od hodowli bydła, przez uprawę roli, aż do budowy miast i państw.
Również gatunki literackie, po które sięgał, były coraz bardziej znaczące i szlachetne. W Bukolikach opierał się na hellenistycznym, żyjącym około 200 lat przed nim Teokrycie, greckim poecie z sycylijskich Syrakuz. Za pomocą poematu o rolnictwie nawiązał do tworzącego ponad 700 lat przed nim beockiego klasyka Hezjoda. W końcu, wraz z Eneidą, wszedł w szranki z legendarnym Homerem, w jednym eposie liczącym dwanaście ksiąg łącząc i przekształcając wzorce z obu dzieł greckiego epika – Iliady i Odysei.
Dla późniejszych komentatorów poematy Wergiliusza były przykładami zastosowania trzech różnych stylów literackich w poezji – niskiego (Bukoliki), średniego (Georgiki) i wysokiego (Eneida). W XII wieku Jan z Salisbury upatrywał w twórczości Wergiliusza alegorię trzech stron życia – Bukoliki to życie kontemplacyjne, Georgiki zmysłowe a Eneida czynne.

### Appendix Vergiliana
Pod imieniem Wergiliusza został przekazany zbiór różnych utworów poetyckich z I wieku przed Chrystusem i I wieku po Chrystusie (wergiliana), zwany współcześnie Appendix Vergiliana („Dodatek do dzieł Wergiliusza”). Już w późnej starożytności uważano ten zbiór za młodzieńczą twórczość Wergiliusza. Donat, obok dwuwiersza In Ballistam, którym miałby młody Wergiliusz rozpocząć twórczość poetycką, wymienia utwory: Catalepton, Priapea, Epigrammata, Dirae, Ciris, Culex oraz z pewnym zastrzeżeniem Aetna. Natomiast Serwiusz sporządził następującą listę: Ciris, Aetna, Culex, Priapea, Catalepton, Epigrammata, Copa, Dirae. Lista ta została poszerzona w wiekach średnich, kiedy różni pisarze zaczęli przypisywać Wergiliuszowi utwory Maecenas (elegia na śmierć Mecenasa, zmarłego 11 lat po Wergiliuszu) oraz powstałe niewątpliwie w średniowieczu: De viro bono, Est et non, De rosis nascentibus i kilka innych. Autor XVI-wiecznego Donatus auctus rozszerzył listę wergilianów o utwór Moretum.
Po odrzuceniu pozycji dodanych w okresie średniowiecza, współcześni uczeni przeanalizowali utwory z listy Serwiusza. Nieliczna grupa filologów uważa, że wszystkie są młodzieńczymi wierszami Wergiliusza. Niektórzy badacze kwestionują autentyczność całego zbioru. Przeważająca liczba uczonych jest zdania, że autentyczne są wiersze ze zbioru „Drobiazgi” (Catalepton).

### Drobiazgi
Drobiazgi (Catalepton) to zbiór osiemnastu krótkich wierszy. Nazwa nawiązuje do greckiego terminu κατὰ λεπτόν, którym Aratos z Soloj określił drobne utwory poetyckie. Tytuł ten nie pochodzi od zajmujących się – zgodnie z wolą poety – jego spuścizną Lucjusza Wariusza Rufusa i Plocjusza Tukki, ale został nadany prawdopodobnie przez wydawcę z czasów cesarza Tyberiusza. Wydawca ten w jedną księgę włączył różne wiersze.
Zbiór obejmuje trzy priapea oraz piętnaście epigramów o zróżnicowanej treści, napisanych w różnych miarach wierszowych. Część badaczy uważa priapea za nieautentyczne, natomiast epigramaty, według zdecydowanej większości filologów, można z dużą pewnością uznać za młodzieńcze utwory Wergiliusza.

### Bukoliki
Bukoliki (Eclogae) to zbiór dziesięciu wierszy zebranych w jeden poemat. Chronologia powstania Bukolik jest sporna. Zdaniem części badaczy dzieło napisane zostało pomiędzy rokiem 42 a 39, jednak niektórzy przesuwają czas powstania najstarszej eklogi na rok 45 a ostatniej na rok 35. Istnieje też hipoteza, że zbiór miał dwie różne edycje, ale problem pozostał otwarty.

Tekst z Eklogi IV Wergiliusza na rewersie Wielkiej Pieczęci Stanów Zjednoczonych. Novus Ordo Seclorum – Nowy porządek wieków. Bukoliki IV, 4: Wielki szereg stuleci popłynie teraz od nowa. (Przekład Zofii Abramowiczówny.) U góry tekst z Eneidy: „Annuit Coeptis” – (Bóg) sprzyja (naszemu) przedsięwzięciu. Eneida IX, 625: Zechciej, wszechmożny Jowiszu, poszczęścić zamysłom śmiałym. (Przekład Zygmunt Kubiak)

Wergiliusz opierał się na sielankach Teokryta i przyswoił ten gatunek literaturze łacińskiej. Od Teokryta przejął Wergiliusz niektóre tematy i motywy, greckie imiona pasterzy, pewne elementy sycylijskiego krajobrazu. Zachował też jego strukturę utworów, w której odśpiewywane są kolejne zwrotki przerywane refrenem. Nie wzorował się jednak na Teokrycie dosłownie, lecz wybierał niektóre elementy – łącząc je z rzymską tematyką społeczną, religijną i polityczną.
Tłem Bukolik Marona nie była Sycylia, ale baśniowy krajobraz Arkadii oraz realny Italii. Wergiliusz wyszedł poza grecką konwencję gatunku – w eklogach przeważają rysy nowe, oryginalne. Idylla Teokryta pod piórem Wergiliusza stała się rzymską eklogą. Eklogi I i IX ukazują ból chłopa rzymskiego wyzutego ze swej ojcowizny. Ekloga IV mówi o marzeniach o powrocie złotego wieku Rzymu, zapanowaniu pokoju i odrodzeniu ludzkości, zawiera również tak zwaną mesjańską przepowiednię Wergiliusza. Z Bukolik historycy czerpią też wiedzę o skądinąd nieznanych wydarzeniach z historii Rzymu, na przykład Ekloga VI może stanowić źródło do poznania życia żołnierza i polityka Korneliusza Gallusa, o którym jest także mowa w Eklodze X. Jeżeli w założeniu eklogi miały być przebranymi w łacińską szatę słowną piosenkami sycylijskich pasterzy, ułożonymi dla zabawienia przyjaciół, to osobiste przeżycia poety i ówczesna rzeczywistość nie pozwoliły na zamknięcie się w tych ramach.
Dziesięć eklog Wergiliusza łączą nie tylko wspólne motywy i postacie, ale przede wszystkim wartości emocjonalne – wyrażane w nich gorące uczucia do ojczyzny, rodaków, rodziny, przyjaciół – podsumowane w jednym z wierszy słowami amor vincit omnia („miłość wszystko zwycięża”).
Autora Bukolik ukształtowała zarówno lektura poetów greckich, jak i obcowanie z kołem neoteryków – Azyniuszem Pollionem, Korneliuszem Gallusem i Alfenusem Warusem. Od neoteryków Wergiliusz przejął zainteresowanie dla poezji aleksandryjskiej i Teokryta. Jednak język bukolik różni się od języka wcześniejszych poetów łacińskich, piszących sielanki, brakiem grecyzmów oraz szczególną czystością – chociaż przemawiają w nich pasterze, nie ma wyrażeń prowincjonalnych lub ludowych.
Eklogi zachwyciły już pierwszych słuchaczy i czytelników melodyjnością. W oszczędnym, powściągliwym języku zawarty był wielki ładunek uczuciowy, a poeta zachował – zadziwiającą także współczesnych krytyków – harmonię między wartościami emocjonalnymi i estetycznymi.

### Georgiki

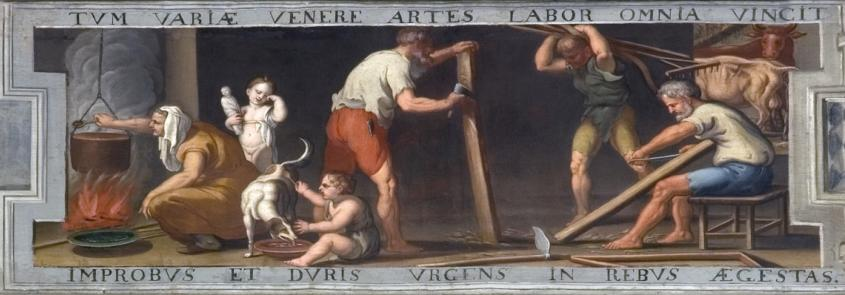
Przygotowanie narzędzi rolniczych. Jerzy Siemiginowski-Eleuter – fresk we wnętrzach pałacu w Wilanowie, antykamera króla. Jeden z czterech ilustrujących poemat Wergiliusza: Tum variae venere artes, labor omnia vincit improbus et duris urgens in rebus egestas. Różne wynaleziono sposoby, bo wszystko zwycięża trud uparty i bieda nagląca brakiem dotkliwym (Georgiki I, 145-146)

Georgiki (Georgica) to zawarty w czterech księgach poemat o rolnictwie, sadownictwie, hodowli bydła i pszczelarstwie. Kiedy August w roku 30 zawierał na wschodzie Imperium – po samobójstwach Marka Antoniusza i Kleopatry – pokój z Partami, Wergiliusz w swoim majątku pod Neapolem właśnie kończył dedykowany Mecenasowi utwór.
Według świadectw starożytnych Maron pisał poemat przez siedem lat – od roku 37 do 30 lub od 36 do 29. W roku 29 Wergiliusz, na zmianę z Mecenasem, czytał Georgiki Augustowi, gdy cesarz przebywał na leczeniu gardła w Atelli, niedaleko Neapolu.
Georgiki powstawały długo, gdyż kilka lat pracy zajęły Wergiliuszowi studia źródłowe oraz rozważania nad problemem kompozycji
i koncepcji poematu. Już w Bukolikach poeta przetworzył greckie wzory w nowe, dalekie od pierwowzorów kompozycje. Tą metodą, w sposób jeszcze doskonalszy, tworzył Georgiki. W poemacie znalazły się ślady dzieł Hezjoda, Arystotelesa, Teofrasta, Nikandra, Aratosa, Eratostenesa, Lukrecjusza, Warrona i innych – ale na ich podstawie powstał całkowicie nowy utwór. Kompozycję narzucił tradycyjny porządek wykładu: uprawa roli i drzew owocowych, hodowla bydła i pszczelarstwo. Te tematy wypełniły cztery kolejne księgi. Ale spod pióra Wergiliusza utwór nie tyle dydaktyczny, ile przede wszystkim poetycki i filozoficzny.
Wergiliusz określił swój poemat jako sielską pieśń, gdyż Georgiki nie były traktatem ani podręcznikiem obejmującym całokształt ówczesnej wiedzy z zakresu rolnictwa, naśladownictwem greckich dzieł agronomicznych. Był to poemat narodowy sławiący powrót do roli, do którego nawoływano w Rzymie już od czasu Grakchów. Zdaniem Wergiliusza nie tylko mieczem, ale i pługiem Rzymianie zdobyli Italię. Artystyczny punkt widzenia poety decydował o doborze wątków, o rozwinięciu jednych czy odrzuceniu drugich tematów, o wrażliwości na piękno natury, znajomości i umiłowania wsi.
Podczas gdy w Bukolikach motywem przewodnim była miłość, która wszystko zwycięża, to hasłem Georgik stało się: labor omnia vincit improbus („niezłomna praca wszystko pokona”). Georgiki były bowiem pochwałą fizycznej pracy jako dobroczynnego i uszlachetniającego czynnika, który wyzwala twórczą energię człowieka, rozwija zdolności, pobudza wynalazczość, jest źródłem bogactwa, dobrobytu, tężyzny fizycznej oraz postępu.

### Eneida

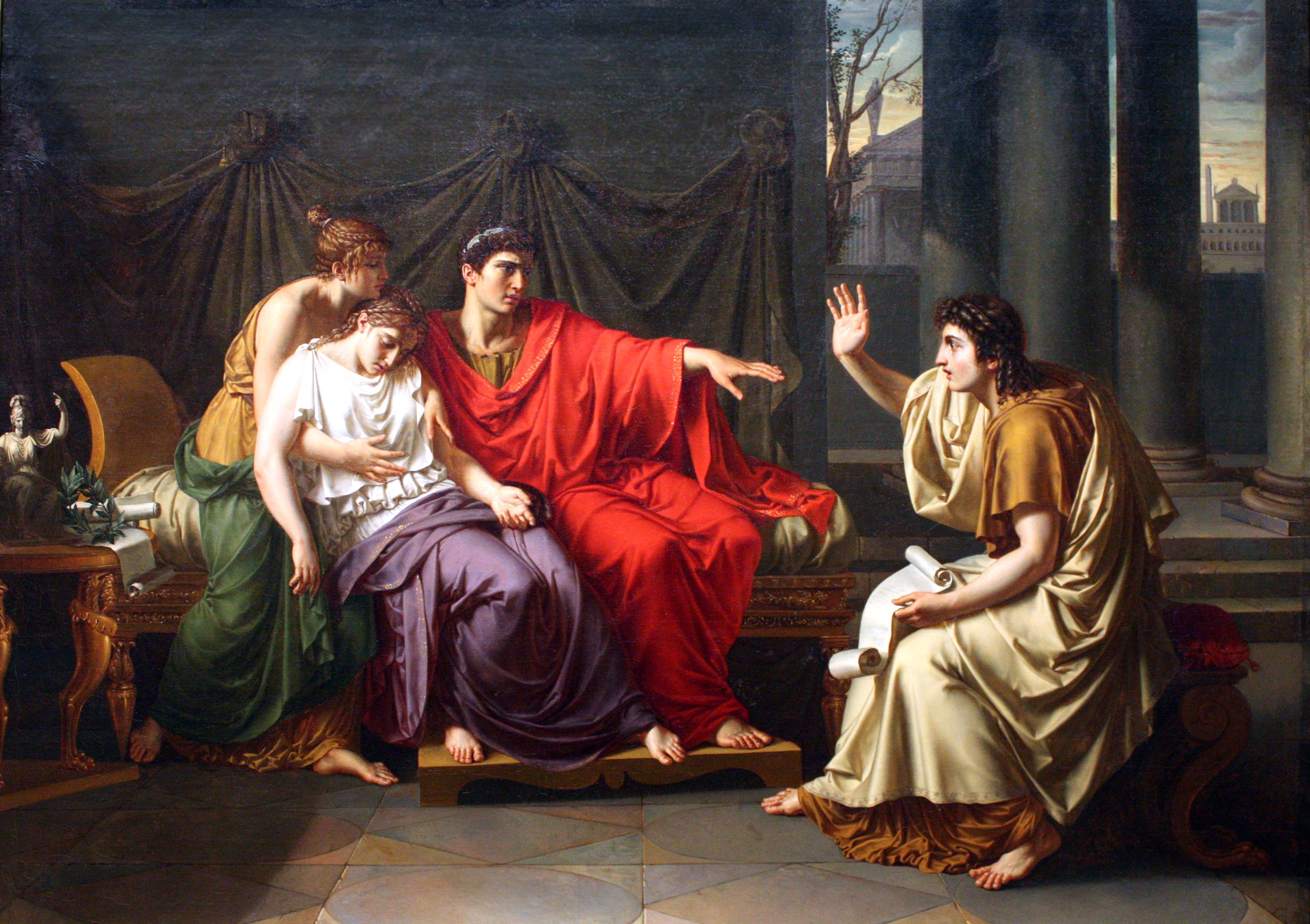
Wergiliusz czyta Eneidę Augustowi, Oktawii i Liwii. Obraz olejny z początku XIX wieku, Jean-Baptiste Wicar. Art Institute, Chicago

Eneida to licząca dwanaście ksiąg, nieukończona epopeja opowiadająca o powrocie trojańczyka Eneasza do ziemi praojca Dardanosa w Italii. Powrót utrudniała bohaterowi nieprzyjazna bogini Junona. Wskutek jej prześladowań uciekinierzy z Troi przeżyli wiele przygód i niebezpieczeństw. Już po przybyciu do Italii musieli stoczyć krwawe wojny, ażeby osiedlić się w Lacjum. Ostatecznie Junona pogodziła się z wyrokami losu, postawiła jednak – przyjęty przez Jowisza – warunek, że przybysze zlatynizują się, a ich dawne imię ulegnie zapomnieniu. W ten sposób w Italii powstała nowa Troja, która nie nosiła już dawnego imienia, lecz zwała się Rzymem – tak przedstawiał się zamysł poematu, którego śmierć nie pozwoliła dokończyć Wergiliuszowi.
Poemat poświęcony historii Rzymu Wergiliusz zaczął pisać na prośbę Augusta. Eneida nie została poddana końcowej redakcji. Wergiliusz chciał to zrobić po powrocie z Grecji. Lucjusz Wariusz Rufus, przygotowując do publikacji epopeję na polecenie Augusta (wbrew woli zmarłego poety), usunął z tekstu podwójną redakcję niektórych wersów. Pozostawił jednak różne sprzeczności oraz wersy nieukończone – hemistychy. Sprzeczności w fabule wynikały z faktu, że poemat był pisany częściami, a Wergiliusz zmieniał kilkakrotnie plan. Nie zdążył ostatecznie zredagować całości i dokonać korekty.
Wśród badaczy nie ma zgody co do tego, w jakiej kolejności powstawały poszczególne księgi. Jak podają starożytni biografowie opierając się na Swetoniuszu, Wergiliusz wpierw napisał prozą szkic przyszłego utworu, a następnie opracowywał w formie wierszowej poszczególne części. Dokonywał zmian, dopisywał poszczególne wersy, pozostawiał miejsca do uzupełnienia. Zwrócono na przykład uwagę, że księga III wyłamuje się z toku opowieści. Powstała więc hipoteza, że Wariusz przestawił pierwotny porządek ksiąg.
Eneida została napisana w latach 29–19. Badania nad czasem powstania poszczególnych ksiąg nie dały pewnych rezultatów. Według ustaleń niektórych uczonych Eneida mogła zostać napisana w następującym porządku: księga XI w latach 29–27; księgi III, IV, I, II, VII w latach 27–25; księgi X, VI w latach 25–23; księgi IX, VIII w roku 22; księgi V, XII w latach 21–19. Wergiliusz dokonywał w trakcie pisania licznych zmian, więc dokładne datowanie jest niemożliwe. Za fragment najpóźniejszej napisany część badaczy uważa wersy 626–731 z księgi VIII, czyli opis tarczy Eneasza, w którym wspomniano o potrójnym tryumfie Augusta z roku 20.
Ponieważ dzieło do ostatniej chwili życia autora było zmieniane, a sam poeta uważał, że nie jest ono jeszcze dostatecznie przygotowane do publikacji, większość uczonych twierdzi, że wszelkie dotychczasowe ustalenia o fazach pisania epopei przyniosły wątpliwe wyniki. Pewnym jest natomiast, że w roku 17 – dwa lata po śmierci poety – Eneida została opublikowana i była powszechnie czytana w Rzymie.

## Recepcja

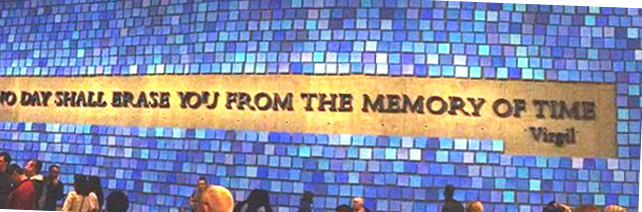
Monumentalnych rozmiarów cytat z Wergiliusza w głównej sali Narodowego Memoriału i Muzeum 11 Września. Tzw. Ground Zero, Manhattan, Nowy Jork: No day shall erase you from the memory of time. Eneida IX, 447: Nulla dies umquam memori vos eximet aevo – Żaden was dzień nie wymaże z pamięci późnych wieków (przekład Zygmunt Kubiak)

### Starożytność
Od czasów Cesarstwa Rzymskiego aż do początków XIX wieku niemal każda nauka literatury zaczynała się od Eklogi I. Znajomość tego utworu – jak i całej twórczości Wergiliusza – jest, zdaniem historyków literatury, niezbędnym kluczem do zrozumienia literackiej tradycji europejskiej:
Tityre, tu patulae recubans sub tegmine fagi

silvestrem tenui Musam meditaris avena;

nos patriae fines et dulcia linquimus arva,

nos patriam fugimus; tu, Tityre, lentus in umbra

formosam resonare doces Amaryllida silvas.
„Ty, Tytyrze, pod cieniem spoczywasz rozłożystego

Buka i leśną Muzą na wątłej fletni się bawisz;

My – porzucamy ojczyznę i słodkie niwy rodzinne,

My – wygnańcy z ojczyzny. A ty tu beztrosko imieniem

Amaryllidy nadobnej rozbudzasz echo leśne.”
Wergiliusz był niezwykle popularnym poetą już za życia. Autor dialogu De oratoribus, prawdopodobnie Tacyt, przekazał informację o gorącej owacji na cześć poety w teatrze – porównywalnej tylko z tą, jaką Rzymianie zgotowali Augustowi. Wychwalają Wergiliusza współcześni mu autorzy, zwłaszcza Horacy i Propercjusz. Bukoliki i Georgiki weszły do kanonu lektur szkolnych i były szczegółowo analizowane jeszcze przed śmiercią poety. O popularności, jaką się cieszyły, świadczą odkryte przez archeologów w Pompejach liczne z nich cytaty, wymalowane na ścianach domów i różnych przedmiotach.
Styl Wergiliusza oddziałał na niemal wszystkich rzymskich poetów, ale także historyków (Liwiusz, Tacyt), epistolografów (Pliniusz, Fronton), retorów i gramatyków. Dla Petroniusza twórczość Wergiliusza była ucieleśnieniem rzymskości, pierwszy też nadał on poecie tytuł Romanus Vergilius. Pliniusz przekazał, że
Silius Italikus, autor poematu Punica, w swojej posiadłości święcił rocznicę urodzin Wergiliusza uroczyściej niż własną, a grób poety pod Neapolem nawiedzał jak świątynię. Układano z wersów Wergiliusza nowe utwory, tzw. centones, nie tylko poetyckie, lecz i dramatyczne, czego przykładem była tragedia Medea Hosidiusa Gety ze schyłku II wieku.
Na kartach Historii Augusta zanotowano, że młody Hadrian, przygotowujący się do roli cesarza, niepewny uczuć, jakie dlań żywił przybrany ojciec Trajan, uciekł się do tzw. wróżb wergiliańskich (sortes Vergilianae) – otworzył bez namysłu Eneidę i odczytał pierwsze słowa na jakie padł jego wzrok. Tego rodzaju wróżby z poezji Wergiliusza były popularne nie tylko w starożytności, ale jeszcze w średniowieczu.
Popularność poezji Wergiliusza spowodowała, że powstawało sporo jej parodii i parafraz. Niejaki Numitorius stworzył w I wieku prześmiewcze Antybukoliki. Za panowania Nerona Kalpurniusz Sykulus pisał eklogi wzorując się na Wergiliuszu. Juniusz Kolumella uzupełnił Georgiki w X księdze swojego dzieła o budownictwie, opisując pominięte przez Wergiliusza ogrodnictwo. Wergiliusz był też w starożytności jednym rzymskim poetą przekładanym na grekę. Bliżej nieznany Arrianos przełożył Georgiki; wiadomo też, że w II wieku było znane greckie tłumaczenie Eklogi IV.
Za rządów Augusta i jego następców powszechnie uważano Wergiliusza za wieszcza i piewcę potęgi Rzymu. Wizja złotego wieku w dziejach ludzkości, w powszechnej opinii spełniła się po bitwie pod Akcjum i zapanowaniu tak zwanego Pax Romana. W III wieku pojawiły się pierwsze chrześcijańskie interpretacje twórczości Wergiliusza. Cesarz Konstantyn Wielki w oficjalnym piśmie z roku 325 zadekretował, że przepowiednia Wergiliusza z Eklogi IV odnosiła się do Chrystusa i nadał tej interpretacji charakter oficjalny.
Niektórzy pisarze chrześcijańscy uważali Wergiliusza za pogańskiego proroka, który zapowiedział czasy mesjańskie, anima naturaliter christiana („duszę z natury chrześcijańską”). Jednak od końca IV wieku część Ojców Kościoła krytykowała – ich zdaniem przejęty z pogaństwa – kult poezji Wergiliusza. Uwielbienie dla pogańskiego poety potępił św. Hieronim, a św. Augustyn był przeciwny lekturze dzieł Wergiliusza. Pomimo tego literatura chrześcijańska nie mogła poniechać form kultury starożytnej i w V wieku poezja Wergiliusza była nadal częścią kanonu szkolnego.

### Interpretacja alegoryczna
Jako poeta najchętniej czytany i analizowany w rzymskich szkołach, Wergiliusz był w Cesarstwie Rzymskim powszechnie uznawany za nauczyciela i wychowawcę. Jego poezja nie tylko dostarczała wiedzy o literaturze, ale była również podręcznikiem gramatyki, retoryki czy filozofii. Rzymscy wykładowcy stosowali bowiem do twórczości Wergiliusza metodę alegorycznej interpretacji poezji, którą greccy uczeni wynaleźli wcześniej dla objaśniania dzieł Homera. Stało się to mniej więcej równolegle z narodzinami alegorycznej, chrześcijańskiej egzegezy Biblii. Alegoreza biblijna i wergiliańska zetknęły się ze sobą i zmieszały w późnej starożytności i średniowieczu.
W IV wieku Eliusz Donat napisał, nie zachowany do naszych czasów w całości, alegoryczny komentarz do poezji Wergiliusza. Na początku V wieku Serwiusz opublikował jeszcze bardziej szczegółowe komentarze, omawiające wers po wersie Bukoliki, Georgiki oraz Eneidę. Wergiliusz był dla Serwiusza mędrcem biegłym we wszystkich sztukach i naukach. Komentarz do VI księgi Eneidy rozpoczął Serwiusz od następującej uwagi: Chociaż cały Wergiliusz jest pełen wiedzy, to w tej właśnie księdze widać to szczególnie. Wiele powiedziano tam wprost, wiele zaczerpnięto z historii, lecz dużo także z głębokiej mądrości filozofów, teologów, Egipcjan.
Jednak to głównie dzięki pracom neoplatończyka Makrobiusza Wergiliusz stał się dla wieków późniejszych autorytetem nie tylko literackim, ale także filozoficznym i naukowym. W napisanym w V wieku komentarzu do Snu Scypiona Makrobiusz nazwał Wergiliusza ekspertem we wszelkich naukach (disciplinarum omnium peritissmus), który nie popełnił żadnego błędu (erroris ignarus). W Saturnaliach poeta był dla Makrobiusza mędrcem i najwyższym autorytetem we wszystkich dziedzinach wiedzy.
Według Makrobiusza poezja Wergiliusza była alegorycznym kostiumem dla pojęć filozoficznych – np. wersy o Saturnie, który zjada własne dzieci, aby następnie je zwymiotować, to dla Makrobiusza alegoria czasu, który pożera wszystkie rzeczy, aby je później stworzyć na nowo. Wergiliusz był dla Makrobiusza również teologiem. Gdy w ósmym wersie Eneidy napisał słowa quo numine laeso, odnoszące się do Junony, to wskazywał, że rozmaite numina są wyobrażeniem jednego Bóstwa. Bóstwo to zaś jest – zdaniem Makrobiusza – dwupłciowe, gdyż Wergiliusz napisał w drugiej księdze Eneidy o Wenus ducente deo.

### Średniowiecze

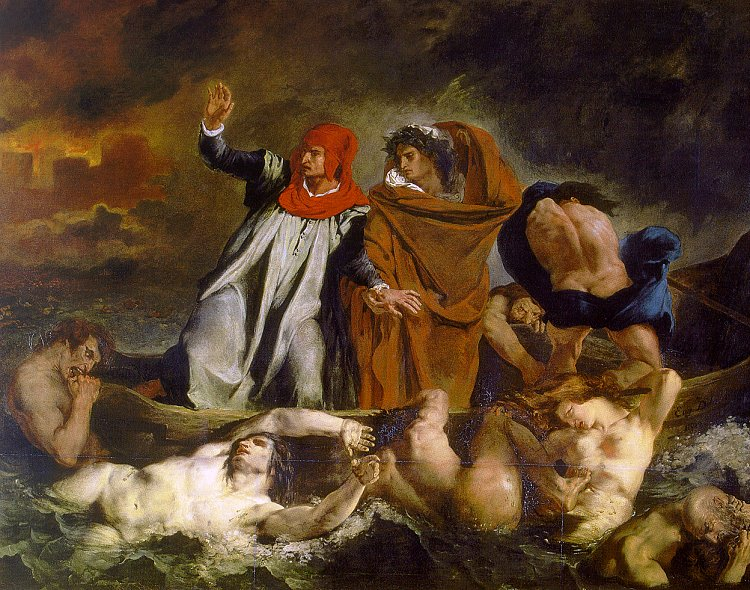
Wergiliusz i Dante w Piekle. Eugène Delacroix, obraz olejny z 1822 roku. Luwr, Paryż

Wergiliusz był dla średniowiecza nie tylko największym poetą rzymskim, mędrcem i prorokiem wśród pogan, lecz także potężnym czarodziejem, który mocą magiczną ochraniał ulubiony swój Neapol przed wężami i jadowitymi muchami, odganiał od niego choroby, otoczył też miasto murami. Opowiadano o czarodziejskich interwencjach poety w Rzymie i innych miastach Europy. Część uczonych przypisuje tym legendom genezę ludową, inni dopatrują się w nich tworu wczesnośredniowiecznych erudytów.
Autorytet Wergiliusza był również wykorzystywany w polityce, czego przykładem jest użycie jego poezji podczas ceremonii koronacji Karola Wielkiego. Koronacja cesarska z roku 800 oznaczała bowiem, w zamyśle jej organizatorów, nie tylko ciągłość imperium rzymskiego (translatio imperii), ale również ciągłość kultury (translatio studii), reprezentowanej przez poezję Wergiliusza.
Poezja Marona była czytana w szkołach i przepisywana w klasztorach przez całe średniowiecze. Poeci z kręgu Alkuina pisali listy w formie eklog. Mnich Notker Balbulus w X wieku przetłumaczył Bukoliki na język niemiecki. Remigiusz z Auxerre napisał komentarz do Bukolik a autorzy Romansu o róży znali i naśladowali Bukoliki, Georgiki oraz Eneidę.
W czasach karolińskich Wergiliusza nazwano jednym ze starych kierowników filozofii, kontynuując starożytną interpretację alegoryczną jego poezji. W Eneidzie wyróżniano dwie warstwy treści: prawdę filozoficzną i poetyckie zmyślenie (figmentum). W następnych wiekach jeden z najbardziej wartościowych tego typu komentarz napisał w duchu neoplatonizmu, około połowy XII wieku, Bernardus Silvestris.
Wergiliusz, jako najwyższy poeta i mędrzec, pojawił się na kartach Boskiej komedii. Dla Dantego Wergiliusz jest mistrzem, najwspanialszym spośród wszystkich autorów – autorytetem biegłym we wszystkich dziedzinach wiedzy. Reprezentuje bowiem Maron encyklopedyczną sumę ludzkiej nauki. W pierwszej księdze Boskiej komedii, gdy Dante, zabłąkany w ciemnym borze, nie widzi żadnej ścieżki, która mogłaby go wyprowadzić z gęstwiny pełnej groźnych bestii, nagle dostrzega Wergiliusza, którego prosi o pomoc:
„Or se’ tu quel Virgilio e quella fonte

che spandi di parlar sì largo fiume?”,

rispuos’io lui con vergognosa fronte.

„O de li altri poeti onore e lume,

vagliami ’l lungo studio e ’l grande amore

che m’ ha fatto cercar lo tuo volume.

Tu se’ lo mio maestro e ’l mio autore,

tu se’ solo colui da cu’ io tolsi

lo bello stilo che m’ ha fatto onore.

Vedi la bestia per cu’ io mi volsi;

aiutami da lei, famoso saggio,

ch’ella mi fa tremar le vene e i polsi”.
„Więc Wergilego oglądam? Krynicę,

Skąd płynie Słowa strumień tak obficie?” –

Odezwałem się, zasromawszy lice.

„O ty, poetów światło i zaszczycie!

Niech mię zalecą miłość i uwaga,

Com z nią na myśli twojej szedł wykrycie.

Ty jesteś Mistrz mój, ty moja Powaga:

Przez cię jedynie styl mój nabył piętna

Sztuki, skąd dzisiaj moja cześć się wzmaga.

Płoszy mię bestia, przejściu memu wstrętna;

Dopomóż, mędrcze sławny! Oto ginę

Z trwogi i żywiej dygoczą mi tętna”.
Dante czerpał z poezji Marona, zwłaszcza Eneidy, postacie i obrazy. Wergiliusz Dantego nie był jednak jedynie klasykiem poezji, w przeciwieństwie do późniejszego Wergilego Tassa czy Miltona. Był on wyrazicielem doczesnego i wiecznego Rzymu, znawcą i przedstawicielem tamtego świata a jego imię można symbolicznie powiązać z rajem.

### W Polsce
W wieku XII Gall Anonim, a w XIII Wincenty Kadłubek, cytują Wergiliusza jako pierwsi w Polsce. W XV stuleciu poezję Wergiliusza zaczęto wykładać na Uniwersytecie Krakowskim. Spisy wykładów świadczą, że zainteresowanie tym autorem było o wiele większe niż innymi poetami. Najpopularniejsze były Georgiki, z których czerpano praktyczne informacje o rolnictwie. Nieco mniejszym powodzeniem cieszyły się w XV i XVI wieku Bukoliki. Dopiero od połowy XVI stulecia odnotowano w Polsce większe zainteresowanie Eneidą. Wtedy to Andrzej Kochanowski, młodszy brat czarnoleskiego poety Jana, przetłumaczył Eneidę. Przekład został wydany w 1590. Jak pisze Michał Czerenkiewicz, Eneasz stał się wzorem osobowym dla sarmatów. Szlachta czytała i cytowała Wergiliusza również w oryginale. Hetman Stanisław Żółkiewski w testamencie zapisał wskazówkę dla swojego syna wziętą z XII księgi Eneidy – Disce puer ex me virtutem verumque laborem, czyli Ucz się, chłopcze, ode mnie cnoty i prawdziwego trudu. W krakowskim kolegium Nowodworskiego dzieła Wergiliusza czytano jako lekturę szkolną. W XVIII stuleciu Eneidę przełożył Jacek Idzi Przybylski. W XX wieku Eneidę przetłumaczył Tadeusz Karyłowski (wydanie w 1924 roku) oraz Zygmunt Kubiak.